# Химери (фільм)
Химери (англ. Freaky) — американський комедійний слешер 2020 року режисера Крістофера Лендона.

## Сюжет
Усі старшокласники готуються до випускного, і лише Міллі (Кетрін Ньютон) лишається осторонь. Якщо хлопці й звертають на неї увагу, то аби поглузувати. Певно, якби її вбив маніяк, то ніхто б цього і не помітив. Але ні, цю подію запам'ятають усі! Коли справжній маніяк М'ясник обирає її своєю жертвою, то вона дивом лишається живою. Кровожерний вбивця та дівчина міняються тілами. Поки Міллі доводить своїм друзям що це саме вона перед ними, а не підстаркуватий дивак, М'ясник не гає часу. Поки він був в своєму старому тілі, то всі його остерігались, а ось від милої дівчини ніхто тікати не поспішає. Вбивцю це цілком влаштовує.

## У ролях
| Актор            | Роль                                                     |
| ---------------- | -------------------------------------------------------- |
| Вінс Вон         | М'ясник з Бліссфілда (а також Міллі Кесслер у його тілі) |
| Кетрін Ньютон    | Міллі Кесслер (а також М'ясник з Бліссфілда у її тілі)   |
| Кеті Фіннеран    | Корал Кесслер (овдовіла мати Міллі)                      |
| Селеста О'Коннор | Найла Чоунс (найкраща подруга Міллі)                     |
| Міша Ошерович    | Джош Детмер (найкращий друг Міллі)                       |
| Алан Рак         | містер Бернарді (вчитель)                                |
| Урія Шелтон      | Букер Строуд (хлопець Міллі)                             |
| Мелісса Коллазо  | Райлер (хуліганка)                                       |
| Дана Дрорі       | Чар Кесслер (поліцейська і старша сестра Міллі)          |